# Hartmannsdorf (Saxe centrale)
Pour les articles homonymes, voir Hartmannsdorf.
Hartmannsdorf est une commune de Saxe (Allemagne), située dans l'arrondissement de Saxe centrale, dans le district de Chemnitz.